# Calophasia pintori
Calophasia pintori là một loài bướm đêm trong họ Noctuidae.